# Geranomyia plumbeicolor
Geranomyia plumbeicolor is een tweevleugelige uit de familie steltmuggen (Limoniidae). De soort komt voor in het Neotropisch gebied.